# Otiothops dubius
Otiothops dubius là một loài nhện trong họ Palpimanidae. Loài này được phát hiện ở Brasil.